# Do Europy
Do Europy, GTE (gr. Για την Ευρώπη) – koalicja partii politycznych na Cyprze założona przez Janakisa Matsisa w 2004 roku.
Celem koalicji był start w wyborach do Parlamentu Europejskiego. GTE zdobyło w tych wyborach 36 112 głosów (10,80%) i zdobyło jeden mandat. Zdobył go lider koalicji Janakis Matsis. 30 czerwca 2004 roku członkowie koalicji Do Europy zdecydowali o założeniu nowej partii Europejska Demokracja.

## Wyniki wyborów do Parlamentu Europejskiego
Do Europy brała udział tylko w pierwszych wyborach do Parlamentu Europejskiego, w których zajęła czwarte miejsce z wynikiem 10,80%. GTE uzyskała jeden mandat do Parlamentu Europejskiego (zdobył go Janakis Matsis).
| Wybory | Procent głosów | Liczba mandatów | +/- |
| ------ | -------------- | --------------- | --- |
| 2004   | 10,80%         | 1               | -   |